# O Samurai Fugitivo
Kozure Ōkami (子連れ狼) (No Brasil: Samurai Fugitivo) é uma série de TV japonesa, da década de 1970, baseada no mangá de mesmo nome de Kazuo Koike (roteiro) e Goseki Kojima (desenhos), conhecido no Ocidente como Lobo Solitário. No Brasil foi exibida durante os anos 80 na TVS, TV Record, e nos anos 90, na extinta TV Corcovado do Rio de Janeiro.

## História
Retrata um ronin, samurai que caiu em desgraça, que peregrina com um menininho de três anos, de cabeça parcialmente raspada, que silenciosa e resignadamente acompanha seu pai, um matador de aluguel, numa lenta e sangrenta jornada pelo Japão feudal.
Trata-se das fictícias histórias de Itto Ogami, espadachim de grande habilidade e ex-kaishakunin, o carrasco oficial do shogunato Tokugawa. Tendo sido vítima de um complô engenhado por Retsudo Yagyû, patriarca de uma família rival que almejava o posto de Itto para o seu clã, visando colocar em funcionamento um engenhoso plano para matar o shogun e tomar o poder. 
Após o massacre de toda a sua família, no qual apenas seu filho Daigorô sobreviveu, Itto torna-se um fugitivo, matando todos que cruzarem seu caminho impiedosamente.
Durante anos, Ogami vaga pelo Japão sobrevivendo como assassino de aluguel, com o escopo de juntar dinheiro suficiente para voltar a Edo (antigo nome de Tóquio), capital do shogunato, para poder consumar a sua vingança.

## Episódios
| Temporada                      | Episódios | TV japonesa |
| ------------------------------ | --------- | ----------- |
| Episódios (primeira temporada) | 27        | 1970        |
| Episódios (segunda temporada)  | 26        | 1970-1976   |
| Episódios (terceira temporada) | 26        | 1970-1976   |